# エエカトル

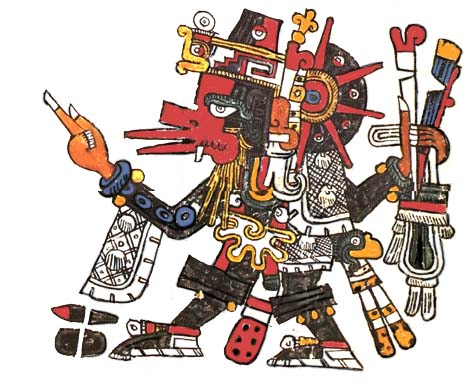
エエカトル＝ケツァルコアトル（エエカトルと習合したケツァルコアトル）の図。『ボルジア絵文書』より。

エエカトル (Ehēcatl) は先コロンブス期の風にまつわる神で、アステカ神話やメソアメリカのうちメキシコ中央部に由来するその他の文化の神話で崇められていた。ほとんどの場合、風神としての羽毛のある蛇神（アステカやその他のナワ族系文化におけるケツァルコアトル）の一側面として解されており、そのためエエカトル＝ケツァルコアトルとしても知られる。またエエカトルは、創造神や文化英雄の一柱として、先コロンブス期の中央メキシコ文化を記した創造神話で大きく描かれている。
風はあらゆる向きに吹くため、エエカトルは方位とも結びつけられた。神殿は空気抵抗を減らすため円筒型に建てられ、吹く風に向かって突き出した2つの仮面で飾られることもあった。

## 神話

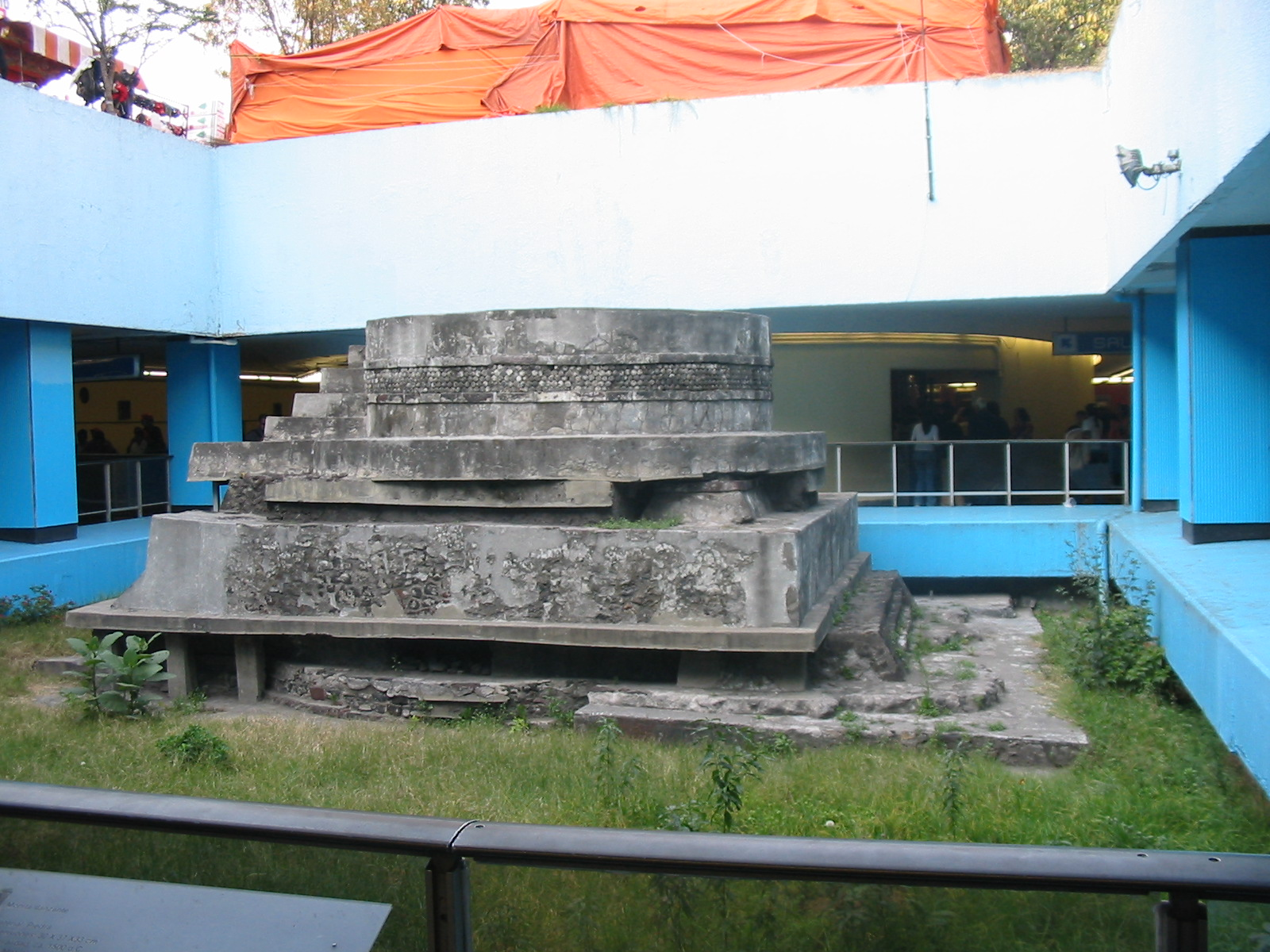
メキシコシティ地下鉄メトロ・ピノ・スアレス駅の中に設置された、エエカトル神に捧げられた祭壇。これは1967年、駅の建設中に発掘され、今日に至るまで1号線と2号線間の連絡通路中にある。

アステカ創造神話において、神々が自らの作り出した人類に満足できなかったゆえに第4の太陽が破壊された際、神々はテオティワカンに集った。その地でナナワツィンとテクシステカトルが火に飛び込んで身を捧げ、太陽と月になった。しかし彼らは動かないままでいたので、エエカトルが強く風を吹きつけて動かした。
第5の太陽の創造に関するアステカの伝説において、エエカトルはすべての神々が身を捧げられるように手助けをしていたが、ただショロトルだけは変身を繰り返して逃れようとし、最後にアショロトルとなることで、他の神々のように世界を照らすための犠牲となることを免れたという。
エエカトルはかつて人間の女性マヤウェルと恋に落ちたことがあった。ふたりの愛の営みが1本の樹を育てることになった。